# Датчик освітленості

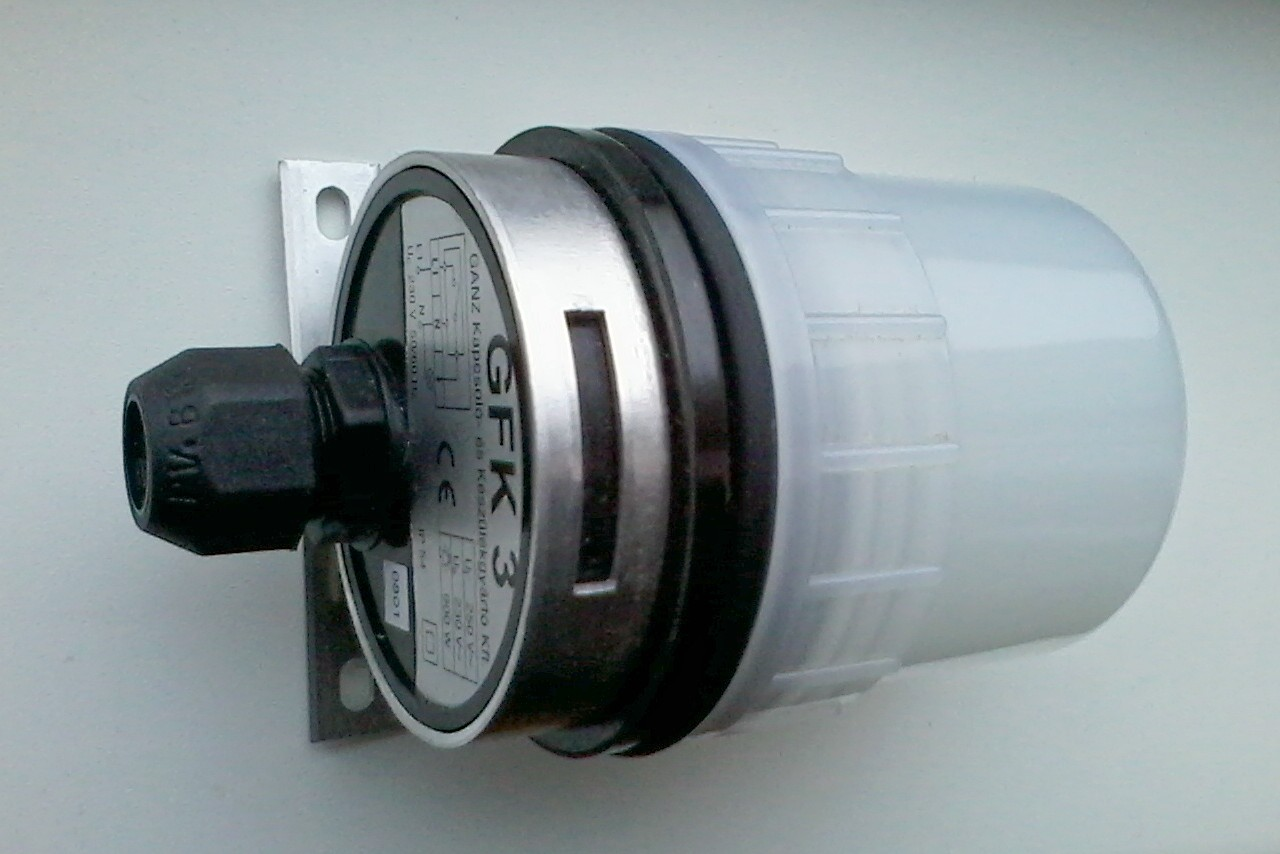
Датчик освітленості

Датчик освітленості (датчик освітлення, сутінковий датчик)  - це спеціалізований технічний пристрій автоматичного управління джерелами світла, що реагує на ступінь освітленості певного простору. Як правило реагування відбувається на ступінь природного освітлення, головне завдання датчиків освітлення економія електроенергії шляхом припинення освітлення приміщень і територій де освітлення певний час непотрібне.  Температура і вологість навколишнього середовища не впливають на включення датчика.  В сучасних моделей датчиків освітлення регульований світловий поріг спрацьовування дозволяє налаштувати датчик в діапазоні величин освітлення, що вимірюється в люксах.
Принцип роботи дуже простий: прилад оснащений фототранзистором або фоторезистором, які здатні реєструвати рівень освітленості.  Якщо говорити з технічної точки зору, то фоторезистор змінює величину опору в залежності від світлового потоку, а фототранзистор при освітлені генерує деяку кількість електроенергії.  Головне в тому, що вони здатні дуже точно визначати рівень освітленості, а після досягнення певних порогів вони замикають або розмикають ланцюг, відповідно включаючи або вимикаючи освітлення . 
Датчик освітленості може бути підключений до кожного світильника окремо або підключений до всієї мережі, в цьому випадку він може контролювати вмикання і вимикання освітлення на дуже великій площі.  В цілому, прилад дуже простий, його можна встановити самостійно і він не вимагає ніякого спеціалізованого догляду. Що дуже доречне при побутовому використанні. Датчик освітленості дозволяє автоматизувати здійснення освітлення прибудинкової території, городу, приватного будинку, гаражу, дачі, офісу, складу, дороги і т. д. Робота датчика не вимагає ніякого втручання людини у роботу системи освітлення та позбавляє людей від побутових обов'язків, будучи фактично своєрідним елементом «розумного будинку». 
Зазвичай датчики освітленості встановлюються в місцях, де в світлий час доби простір освітлюється природним світлом, а в час настання темряви - електричним.  До таких місць відносяться - під'їзди житлових будинків, в'їзди в гаражі, тротуари, автодороги, вітрини магазинів і багато інших.